# Altenglan
Altenglan est une municipalité de l'arrondissement de Kusel, en Rhénanie-Palatinat, dans l'ouest de l'Allemagne. Située sur les rives de la rivière Glan, elle se trouve à 5 km au nord-est de Kusel et 25 km au nord-est de Kaiserslautern.
La municipalité apparue en 1969 à la suite de la fusion des communes d'Altenglan, Patersbach et de Mühlbach.
Altenglan est le siège de la Verbandsgemeinde (collectivité territoriale) Altenglan.